# Imelda Molokomme
Imelda Mishodzi Molokomme (1942) é uma feminista activista e desenvolvedora comunitária no Botsuana, "bem conhecida por seu papel na agenda nacional de género". Molokomme casou-se aos 17 anos, e não começou sua carreira universitária até que teve 42 anos, e sua filha, Athaliah Molokomme, a promotora geral do país, foi uma de suas professoras.